# 小林敬和
小林 敬和（こばやし ゆきかず、1948年1月（昭和23年）- ）は、日本の法学者、弁護士。愛媛大学法文学部名誉教授。専門は経済刑法。日本刑法学会所属。山口県徳山市（2003年4月21日以降、周南市）出身。

## 略歴
- 1966年（昭和41年）山口県立徳山高等学校卒業
- 1970年（昭和45年）名城大学法学部法学科卒業
- 1972年（昭和47年）名城大学大学院法学研究科法学修士課程修了
- 1997年（平成9年）高岡法科大学法学部教授
- 2004年（平成16年）愛媛大学法文学部教授、香川大学大学院教授、香川大学・愛媛大学連合法務研究科教授

## 学位
- 1993年1月 博士（法学）（名城大学）　論文の題は「経済刑法の理論と現実」[1]。

## 業績
- 独占禁止法上の行政調査及び犯則調査の問題点、租税刑法における税務調査と犯則調査の問題点についての研究。
- 弁護士としては国選弁護のみを担当している。
- 山口大学等で講師を務めていた際、いち早く提唱した超個人的法益に関する著書を団藤重光、中山研一らに絶賛され、中山により高岡法科大学に招聘された。
- その一方で中山と同様の結果無価値論者である平野龍一には徹底的に批判された。

## 著書
- 『経済刑法の理論と現実』（徳山大学総合経済研究所、1991年7月）

## 共著
- 『新修民法講話』（アリーフ一葉舎、1984年（昭和59年）6月）
- 『新修法学講話』（啓文社、1987年（昭和62年）5月）
- 『法学レクチャー』（啓文社、1989年4月）
- 『現代の経済犯罪と経済刑法』西山富夫編、共著（啓文社、1997年（平成9年）7月）
- 『現代の刑法各論』木村裕三共著（成文堂、2003年4月）